# Basílica de San Juan de Dios
La basílica de San Juan de Dios es una basílica de la ciudad española de Granada.

## Historia
Impulsada por el prior Fray Alonso de Jesús Ortega para acoger los restos del fundador de la Orden Hospitalaria de San Juan de Dios San Juan de Dios, se construyó entre 1737 y 1759 por José de Bada financiada por la Orden. Su inauguración tuvo lugar el 27 de octubre de 1759 bajo el título de “Templo de la Purísima Concepción de Nuestra Señora del Sagrado Orden de la Hospitalidad de Nuestro Padre San Juan de Dios”

## Descripción
Es de estilo barroco, edificada en piedra y ladrillo.

### Exterior
Cuenta con una portada enmarcada por torres con chapiteles de pizarra.

### Interior
Con planta de cruz latina de poco desarrollo, típica de las iglesias de órdenes, cuenta con una amplia nave mayor, con capillas laterales a sus lados, un crucero dónde desaparecen las capillas y la nave mayor se amplía, coronándose con una cúpula.
La capilla mayor cuenta con un altar, y en él, un camarín en el que se custodia la urna de plata maciza donde se custodian las reliquias de San Juan de Dios. Las diversas capillas albergan importantes obras escultóricas y pictóricas, destacando los frescos.